# Kamikatsu
Kamikatsu (上勝町, Kamikatsu-chō) est un bourg du district de Katsuura, situé dans la préfecture de Tokushima, au Japon.

## Géographie

### Démographie
Au 1er mai 2015, la population de Kamikatsu s'élevait à 1 528 habitants répartis sur une superficie de 109,63 km2.

## Écologie
Kamikatsu a adopté, en 2003, un programme de recyclage parmi des plus rigoureux au monde. En 2018, il est demandé aux habitants de séparer leurs ordures en 45 catégories. Le taux de recyclage dépasse les 80 %. Cela a permis de réduire les coûts de la collectivité liés au traitement des déchets d'un tiers par rapport au « tout incinéré » mais surtout d'améliorer énormément la faune et la flore autour de la ville, qui a pu se redévelopper.